# Deewar
Deewar (Hindi: दीवार, urdu: دیوار, español: El muro) es una película india dirigida por Yash Chopra y protagonizada por Amitabh Bachchan y Shashi Kapoor. Cuenta la historia de los hermanos empobrecidos Ravi y Vijay Verma. En la marcha de los acontecimientos que se desarrollan el policía Ravi tiene que detener a su hermano el contrabandista Vijay. Deewan es muy influyente en el cine hindi y hay las nuevas versiones Thee (1980) con Rajinikanth y Magaadu (1976). Naam (1986) y Slumdog Millionaire (2008) estaban influenciados por la película original también.

## Reparto
- Shashi Kapoor - Ravi Verma
- Amitabh Bachchan - Vijay Verma
- Neetu Singh- Leena Narang
- Nirupa Roy - Sumitra Devi
- Parveen Babi - Anita
- Manmohan Krishna - DCP. Narang
- Madan Puri - Samant
- Iftekhar - Mulk Raj Dhabaria
- Satyendra Kapoor - Anand Verma
- Sudhir - Jaichand
- Jagdish Raj - Jaggi
- Raj Kishore - Darpan
- Yunus Parvez - Rahim Chacha
- Mohan Sherry -	Peter's Henchman
- Alankar Joshi - Young Vijay Verma
- Raju Shrestha - Young Ravi Verma
- Rajan Verma - Lachhu
- A.K. Hangal - Padre de Chander
- Dulari	- Madre de chander
- D.K. Sapru - Mr. Agarwal
- Kamal Kapoor - Jefe de Anand Verma

## Banda sonora
| Canción                                | Cantante(s)                    |
| -------------------------------------- | ------------------------------ |
| «Kehdoon Tumhe»                        | Kishore Kumar y Asha Bhosle    |
| «Maine tujhe manga»                    | Kishore Kumar y Asha Bhosle    |
| «Koi mar jaye»                         | «Asha Bhosle y Usha Mangeshkar |
| «Deewarun ka jungle»                   | Manna Dey                      |
| «Idhar ka mal udhar»                   | Bhupinder Singh                |
| «I am falling in love with a stranger» | Ursula Vaz                     |

## Premios
- Premio Filmfare a la Mejor película (Gulshan Rai)
- Premio Filmfare al Mejor director (Yash Chopra)
- Premio Filmfare al Mejor actor de reparto (Shashi Kapoor)
- Premio Filmfare al Mejor argumento (Salim-Javed)
- Premio Filmfare al Mejor diálogo (Salim-Javed)
- Premio Filmfare al Mejor guion (Salim-Javed)
- Premio Filmfare al Mejor sonido (M. A. Shaikh)